# Renato Capriles
Rafael Renato Capriles Ayala (Puerto Cabello, 28 de diciembre de 1931-Caracas, 8 de julio de 2014), más conocido como Renato Capriles, fue un músico y director de orquesta venezolano. En 1958 fundó la orquesta Los Melódicos.

## Biografía

### Primeros años
Renato Capriles nació en Puerto Cabello en el seno de una familia numerosa de 14 hermanos. La familia se trasladó a Caracas, primero a la parroquia La Pastora y luego al sector La Castellana. Capriles era el hijo número 13, su «número de la suerte», según sus propias palabras. Su vocación musical estuvo presente desde niño. Desde que era pequeño, todos los años le regalaban un cuatro; nunca aprendió a tocar, solo a rasgarlo. También le regalaron un bongo hecho con un envase de leche Klim y uno de avena Quaker. Cada vez que llegaba su familia a visitar a su mamá, lo llamaban para oírlo tocar.
Tuvo un negocio de ropa en Valencia-Carabobo que perduró por dos años. Se lo había comprado a su primer cuñado y a su socio, agentes viajeros de dos fábricas de ropa.

### Fundación de los Melódicos
En la década de los años 50 se hizo cargo del departamento de Relaciones Públicas de la naciente Cadena Capriles y empezó a acercarse a medios como la televisión y la radio. Pero fue en 1958 cuando funda la orquesta Los Melódicos. En ese año, Luis María “Billo” Frómeta, creador de la “Billo's Caracas Boys”, traba amistad con un joven Renato Capriles, quien le solicita arreglos y canciones para el primer álbum de su orquesta Los Melódicos. Billo Frómeta compone entonces tres temas y arregla cerca de veinticuatro para la nueva formación. Comienza así entre Capriles y Frómeta una amistad que, en no pocas ocasiones, fue tambien rivalidad artística.
Con su lema «La orquesta que impone el ritmo en Venezuela», la agrupación musical se hizo célebre  y marcó una época. Sus mayores éxitos llegaron en los años setenta, pero durante las décadas 1960-1980 popularizaron temas que ya forman parte del repertorio musical del país, y fueron además el trampolín de destacados cantantes.
Entre los vocalistas que figuraron con esta agrupación están las cantantes femeninas Norma López, Emilita Dago, Diveana, Floriana, Liz, y los cantantes masculinos Rafa Galindo, Rafael “Rafa” Pérez, Manolo Monterrey, Cherry Navarro, Cheo García, Roberto Antonio y Miguel Moly. Verónica Rey, Doris Salas, Victor Piñero y Perucho Navarro fueron el alma de la orquesta en los años setenta.
Los éxitos más recordados de la orquesta son Apágame la vela, Yo quiero verla esta noche, Carnaval Costeño, Cumbia del Caribe, Papachongo, Mi cocha pechocha, Diávolo y Zúmbalo, entre otros. También fueron famosos los Recuerdos (mosaicos) que la orquesta interpretaba en los diferentes LP.
Renato Capriles logró crear una orquesta musical que se pudo mantener por más de medio siglo en el gusto de la audiencia y cuyos temas forman parte de las celebraciones y grandes ocasiones de los venezolanos. 
Además fue empresario musical, y organizó otras orquestas tipo big band tales como Los Solistas (que agrupó en dos ocasiones), El Combo Gigante de Emilita Dago (que posteriormente sería, simplemente, El Combo Gigante), La Inmensa, La Grande y La Chica. Estas orquestas dieron trabajo a más de un centenar de personas entre músicos, cantantes y personal, y entre sus filas se contaron dos estrellas de La Sonora Matancera: los argentinos Leo Marini y Carlos Argentino.
A finales de los años 70, Capriles estuvo en conversaciones con el conocido Larry Harlow para formar otra agrupación, pero esos planes no llegaron a fraguar. Capriles produce el programa de variedades CLUB LOS MELODICOS transmitido por Venezolana de Television. La conductora es su hija Iliana Capriles.
En muchos de los países visitados por Los Melodocps han salido al mercado disquero más de 50 CD, como es el caso de Colombia y Estados Unidos, y en Venezuela se han editado 99 LP, siendo este un récord mundial Guinnes en lo que a orquestas de baile se refiere.[cita requerida]
En el 2011 Capriles entrega la batuta  a su hija Iliana Capriles es la primera mujer en asumir la dirección de la orquesta Los Melodicos

### Fallecimiento
El maestro Renato Capriles falleció a los 82 años en la mañana del 8 de julio de 2014, tras su internamiento en la Policlínica Metropolitana de Caracas a causa de una neumonía.